# Amstel Gold Race 1969
L'Amstel Gold Race 1969 fou la 4a edició de l'Amstel Gold Race. La cursa es disputà el 18 d'abril de 1969, el vencedor final en va ser el belga Guido Reybrouck, que s'imposà a l'esprint al seu company d'escapada, Jos Huysmans, en la meta de Meerssen.
132 ciclistes hi van prendre part, acabant la cursa 36 d'ells.

## Classificació final
|    | Ciclista            | Equip                      | Temps      |
| -- | ------------------- | -------------------------- | ---------- |
| 1  | Guido Reybrouck     | Faema                      | 6h 21' 03" |
| 2  | Jos Huysmans        | Dr. Mann-Grundig           | m. t.      |
| 3  | Eddy Merckx         | Faema                      | + 16"      |
| 4  | Eric Leman          | Flandria-De Clerck-Krueger | m. t.      |
| 5  | Willy Vekemans      | Goldor-Hertekamp-Gerka     | m. t.      |
| 6  | Georges Pintens     | Dr. Mann-Grundig           | m. t.      |
| 7  | Roger Rosiers       | Dr. Mann-Grundig           | m. t.      |
| 8  | Gerard Vianen       | Caballero                  | + 25"      |
| 9  | Valere van Sweevelt | Faema                      | + 40"      |
| 10 | Jaak Frijters       | Dr. Mann-Grundig           | m. t.      |